# Domagné
Domagné (Bretonisch: Dovanieg) ist eine französische Gemeinde mit 2.439 Einwohnern (Stand 1. Januar 2022) im Département Ille-et-Vilaine in der Region Bretagne; sie gehört zum Arrondissement Fougères-Vitré und zum Kanton Châteaugiron. Die Einwohner werden Domagnéens genannt.

## Geographie
Domagné liegt etwa 22 Kilometer ostsüdöstlich von Rennes am Fluss Yaigne. Umgeben wird Domagné von den Nachbargemeinden Châteaubourg im Norden, Saint-Didier im Nordosten, Louvigné-de-Bais im Osten und Südosten, Piré-Chancé im Süden, Saint-Aubin-du-Pavail im Südwesten, Ossé im Westen, Noyal-sur-Vilaine im Westen und Nordwesten sowie Servon-sur-Vilaine im Nordwesten. Durch das Gemeindegebiet von Domagné fü+hrt die Hochgeschwindigkeitsstrecke LGV Bretagne-Pays de la Loire.

## Geschichte
1840 wurde die Gemeinde La Valette angeschlossen, 1973 die Gemeinde Chaumeré.

### Bevölkerungsentwicklung
| Jahr                       | 1962 | 1968 | 1975 | 1982 | 1990 | 1999 | 2010 | 2020 |
| Einwohner                  | 1187 | 1109 | 1220 | 1487 | 1499 | 1633 | 2217 | 2422 |
| Quellen: Cassini und INSEE |      |      |      |      |      |      |      |      |

## Sehenswürdigkeiten
- Kirche Saint-Pierre, 1888 geweiht
- Kirche Saint-Médard in Chaumeré aus dem 17. Jahrhundert
- Apfelweinbrennerei Loïc Raison

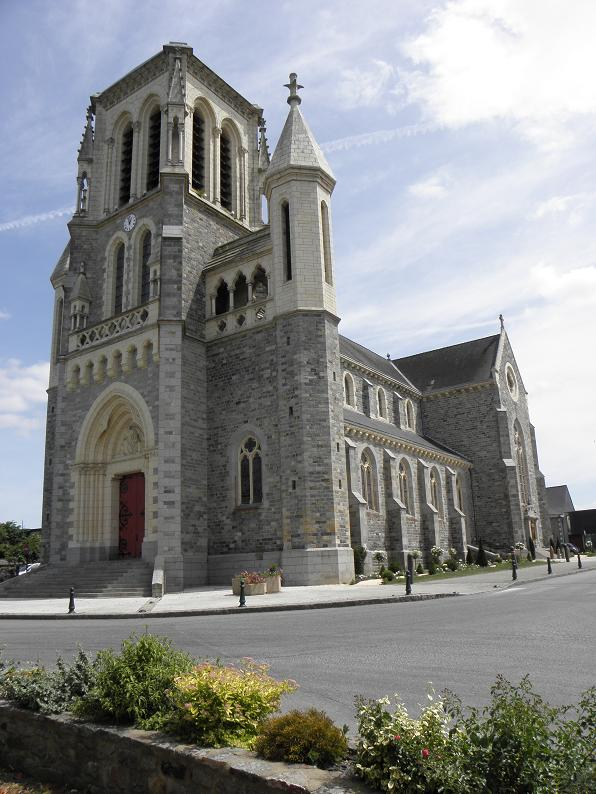
Kirche Saint-Pierre
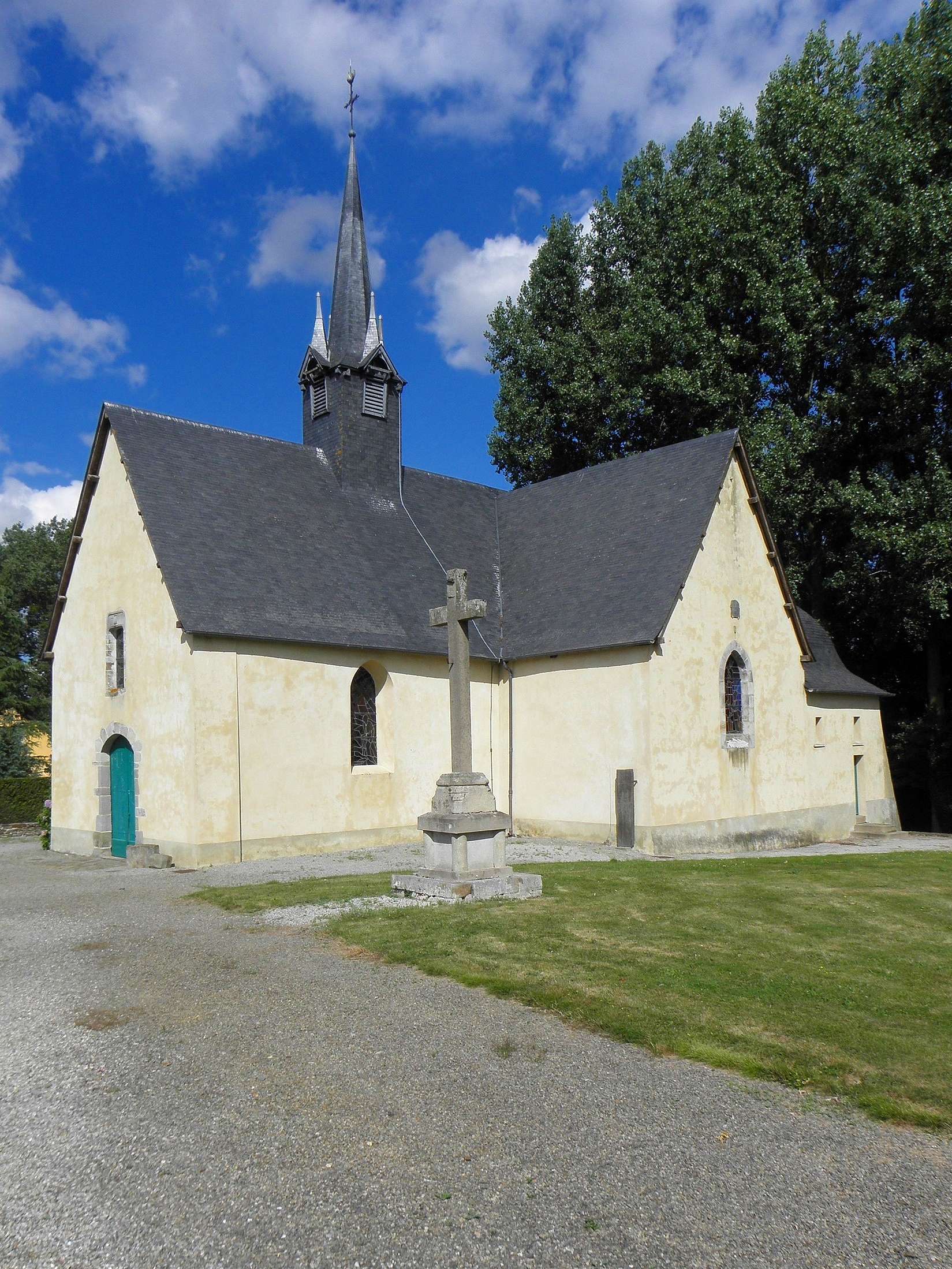
Kirche Saint-Médard
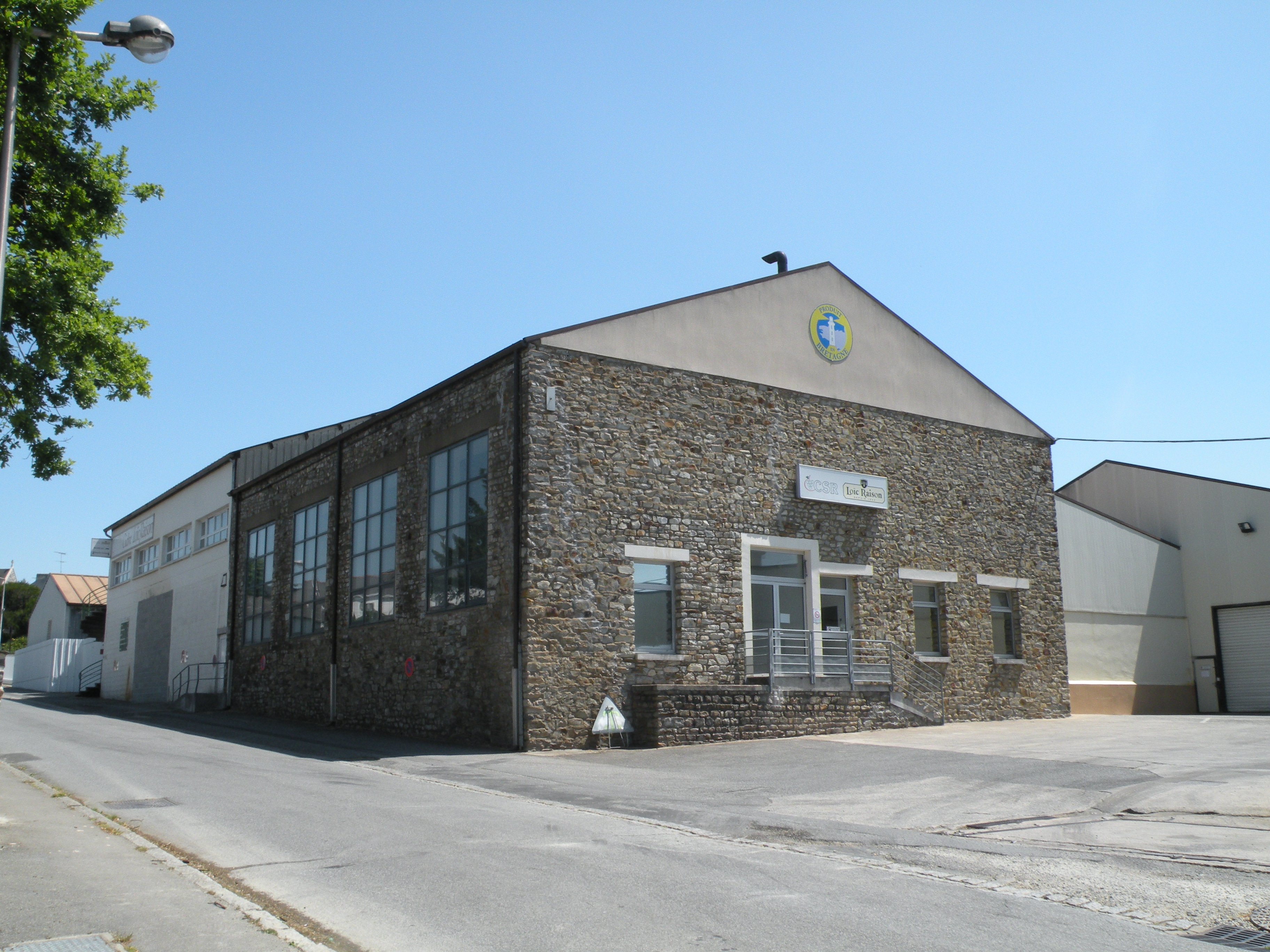
Apfelweinbrennerei